# 国际业余无线电联盟
国际业余无线电联盟（英語：International Amateur Radio Union，简称IARU）是一个由各国国家级业余无线电协会组成的联合会。国际业余无线电联盟在国际上协调业余无线电事务并在国际电信联盟（ITU）代表业余无线电的利益。
联盟的历史可以追溯到1924年。1924年的一次非正式会议上，法国、英国、比利时、瑞士、意大利、西班牙、卢森堡、加拿大和美国的代表提出召开一次国际业余无线电大会。1925年4月，大会于法国巴黎召开，并讨论有关成立国际业余无线电组织的问题。来自欧洲、美洲和亚洲的共23个国家的代表参加了大会，大会于4月17日接纳了成立国际业余无线电联盟的提案，并于4月18日正式批准，宣告了联盟的成立。
目前，国际业余无线电联盟共有超过160个会员协会。

## 管理机构
国际业余无线电联盟的主要管理机构为理事会和秘书处。理事会由主席、副主席、秘书和其他官员组成。  秘书处由全体会员协会推选出的协会负责运作，目前，美国无线电中继联盟（ARRL）负责运作秘书处。

## 地区组织
国际业余无线电联盟分为三个区域，分别为区域1、区域2、和区域3，分别对应国际电信联盟（ITU）的三个分区。每个区域有一个执行委员会，通常由主席、副主席、秘书、会计和委员组成。这些官员由区域内的会员协会在每三年举行一次的区域会议（英語：regional conference）上选举而出。执行委员会可以任命协调员负责特定领域的事务，这些领域通常包括业余无线电应急通信和业余无线电频谱干扰监测。
- IARU区域1
- IARU区域2
- IARU区域3

### IARU区域1
IARU区域1包括了非洲、欧洲、中东和独联体国家的国家级业余无线电协会。区域1拥有3个区域中最多数目的会员协会。区域1也促成了30米、17米、12米波段的分配和有关业余无线电执照互认的多边协议。

### IARU区域2
IARU区域2由美洲的国家级业余无线电协会组成。IARU区域2于1964年在于墨西哥城召开的第一届泛美洲业余无线电大会（英語：First Panamerican Radio Amateur Congress）上成立。

### IARU区域3
IARU区域3包括了大洋洲和亚洲的国家级业余无线电协会。目前，IARU区域3致力于推进国际协议的签署以便利业余无线电爱好者的跨国操作。

## 全球业余无线电应急通信会议
全球业余无线电应急通信会议（英語：Global Amateur Radio Emergency Communications Conference, GAREC）每年由国际业余无线电联盟举办一次，专门研讨自然灾害和其他紧急情况下业余无线电的应用。首届全球业余无线电应急通信会议于2005年在芬兰坦佩雷召开，商讨1998年签署的坦佩雷公约对业余无线电应急通信的影响。

## 业余无线电竞赛
国际业余无线电联盟在全世界组织和推广业余无线电竞赛。 联盟制定了高速电报比赛的规则，并每年举办“IARU HF世界锦标赛”（英語：IARU HF Championship）。

## 总部电台与WAC奖状
国际业余无线电联盟在美国康涅狄格州纽因顿设置有一座业余无线电电台，呼号为NU1AW。
国际业余无线电联盟向成功通联亚洲、欧洲、非洲、大洋洲、北美洲和南美洲六个大洲的业余无线电爱好者签发通联所有大洲奖状。